# كريس بارنويل
كريس بارنويل (بالإنجليزية: Chris Barnwell)‏ هو لاعب كرة قاعدة أمريكي، ولد في 1 مارس 1979 في جاكسونفيل في الولايات المتحدة.

## وصلات خارجية
- كريس بارنويل على موقع دوري كرة القاعدة الرئيسي (الإنجليزية)
- كريس بارنويل على موقعبيزبول رفرنس.كوم (الدوري الرئيسي) (الإنجليزية)
- كريس بارنويل على موقعبيزبول رفرنس.كوم (الدوري الثانوي) (الإنجليزية)